# Moti Ben-Ari
Mordechai (Moti) Ben-Ari (hebr. ‏מרדכי (מוטי) בן-ארי‎) – profesor informatyki znany ze swojego wkładu w rozwój języka Ada.

## Wykształcenie
- bakałarz – MIT, 1970 r.
- magister – uniwersytet w Tel Awiwie, 1977 r.
- doktor matematyki – uniwersytet w Tel Awiwie, 1982 r.

## Praca
Od 1995 roku jest związany z Instytutem Weizmanna w Rehowot, w Izraelu, gdzie na Wydziale Nauk Ścisłych zajmuje stanowisko profesora nadzwyczajnego. Jest też profesorem wizytującym na Wydziale Informatyki uniwersytetu w Joensuu, w Finlandii. Wcześniej pracował na Wydziale Informatyki politechniki Technion, w Hajfie, i na Wydziale Informatyki uniwersytetu w Tel Awiwie.

## Publikacje
- „Podstawy programowania współbieżnego”[2] (tytuł oryginału: Principles of Concurrent Programming[3][4]) – pozycja wprowadzająca do tematu, w której autor użył m.in. wielu humorystycznych przykładów opisujących zarówno omawianą problematykę, jak i algorytmy oraz metody: znane przykłady z książki to: metafora igloo i Eskimosów, problem ucztujących filozofów, problem śpiącego fryzjera itd. Szeroko używana jako podręcznik na kursach informatyki, a w krajach anglosaskich znana jest pod nazwą „The Igloo Book”.
- „Logika matematyczna w informatyce”[5] (tytuł oryginału: Mathematical Logic for Computer Science)[6] – popularny podręcznik dla studentów informatyki